# Мухин, Александр Васильевич (генерал-лейтенант)
Александр Васильевич Мухин — советский военный, государственный и политический деятель, генерал-лейтенант.
Мой прадед..:PS: Мухин М.А

## Биография
Родился в 1900 году в Баку. Член КПСС с 1918 года.
С 1920 года — на военной службе, общественной и политической работе. В 1920—1952 гг. — партийный работник в Рабоче-Крестьянской Красной Армии, военный комиссар отдельного полка ПВО, инструктор политотдела, ответственный секретарь партийной комиссии, начальник политотдела 3-й бригады ПВО, военный комиссар, заместитель командира 274-й стрелковой дивизии по политической части, заместитель командира по политической части 17-го гвардейского стрелкового корпуса, член Военного Совета — начальник политического отдела 7-й гвардейской армии, начальник политуправления Прибалтийского военного округа, член Военного Совета Туркестанского военного округа, член Военного Совета Прибалтийского военного округа.
Избирался депутатом Верховного Совета Латвийской ССР 3-го созыва.
Умер в Москве в 1965 году. Похоронен на Новодевичьем кладбище (участок № 6).